# وزارة الصحة والعمل والرفاهية
وزارة الصحة والعمل والرفاهية (باليابانية: 厚生労働省) هي وزارة في الحكومة اليابانية مسؤولة عن النظام الصحي وخدمات العمل والرعاية الإجتماعية في اليابان. تأسست الوزارة من خلال دمج وزارتي الصحة والرفاهية مع وزارة العمل معا في وزارة واحدة عام 2001.

## وصلات خارجية
- الموقع الرسمي